# Falésias de Marataízes
O Monumento Natural das Falésias de Marataízes é um monumento natural municipal do estado do Espírito Santo.

## Localização
O Monumento Natural das Falésias de Marataízes fica no município de Marataízes, no Espírito Santo. Ele tem uma área de 42.20 hectares. O monumento, a sul do município, protege uma paisagem de falésias de grande beleza paisagística junto à praia. As falésias, feitas de lamitos, arenitos e sedimentos conglomerados do Mioceno, estão em constante erosão. As falésias têm até 30 metros de altura e se estendem da região de Boa Vista do Sul até a Praia dos Cações. Ao longo do tempo, a erosão causou rachaduras e ravinas nas falésias e há grupos de rochas caídas em sua base.

## História
O Monumento Natural das Falésias de Marataízes foi criado pelo decreto municipal 193/2008 de 1º de dezembro de 2008. Ele é administrado pela Secretaria Municipal de Meio Ambiente. Tornou-se parte do Corredor Ecológico da Mata Atlântica Central, criado em 2002. Em 2010, após a aprovação do Instituto Brasileiro do Meio Ambiente e dos Recursos Naturais Renováveis (IBAMA), o município aprovou um terminal de embarque de minério de ferro na zona tampão do monumento. As falésias se localizam a cerca de 5 quilômetros do local do porto. Em janeiro de 2011, foi noticiado que um mirante e um memorial seriam instalados na lateral da Rodovia do Sol, com uma exposição sobre a história da região.